# Dicranomyia (Dicranomyia) itatiayana
Dicranomyia (Dicranomyia) itatiayana is een tweevleugelige uit de familie steltmuggen (Limoniidae). De soort komt voor in het Neotropisch gebied.